# Provincia di Rafael Bustillo
La provincia di Rafael Bustillo è una delle 16 province del dipartimento di Potosí nella Bolivia meridionale. Il capoluogo è la città di Uncía.
Al censimento del 2001 possedeva una popolazione di 76.254 abitanti.

## Geografia antropica

### Suddivisioni amministrative
La provincia è suddivisa in 3 comuni:
- Uncía
- Llallagua
- Chayanta